# Ammoniumperfluoroctanoat
Ammoniumperfluoroctanoat ist eine chemische Verbindung aus der Gruppe der per- und polyfluorierten Alkylverbindungen (PFAS) und das Ammoniumsalz der Perfluoroctansäure (PFOA).

## Gewinnung und Darstellung
Ammoniumperfluoroctanoat kann durch Perfluoroctyliodid-Oxidation oder elektrochemische Fluorierung gewonnen werden.
{\displaystyle {\ce {H(CH2)7COF + HF + e^- -> F(CF2)7COF -> F(CF2)7CO2NH4}}}
{\displaystyle {\ce {F(CF2)8I + O -> F(CF2)7COOH -> F(CF2)7CO2NH4}}}
Ammoniumperfluoroctanoat wurde in Japan durch Oxidation eines Gemischs aus linearen Fluortelomer-Olefinen hergestellt.

## Eigenschaften
Ammoniumperfluoroctanoat ist ein hygroskopisches weißes Pulver, das gut löslich in Wasser ist. Es zersetzt sich bei Erhitzung über 165 °C. Das technische Produkt ist ein Gemisch mehrerer Konstitutionsisomere.

## Verwendung
Ammoniumperfluoroctanoat bzw. die Ausgangsverbindung Perfluoroctansäure wurde in Form seiner Salze hauptsächlich als Hilfsstoff bei der Synthese von Fluorpolymeren eingesetzt. Darüber hinaus entsteht es beim biologischen und atmosphärischen Abbau von Fluortelomeralkoholen, die als Grundstoffe für zahlreiche Anwendungen, wie etwa die wasser-, öl- und schmutzabweisende Imprägnierung von Gebrauchsartikeln, verwendet werden. Es wurde auch als Emulgator bei der Herstellung von Tetrafluorethylen verwendet.

## Regulierung
Die Perfluoroctansäure (PFOA), ihre Salze und PFOA-verwandte Verbindungen (Vorläuferstoffe) wurden 2019 in den Anhang A (Eliminierung) des Stockholmer Übereinkommens aufgenommen. Der Beschluss wurde durch eine Änderung der EU-POP-Verordnung in EU-Recht übernommen.